# Synoicum turgens
Synoicum turgens är en sjöpungsart som beskrevs av Phipps 1774. Synoicum turgens ingår i släktet Synoicum och familjen klumpsjöpungar.
Artens utbredningsområde är Norra Ishavet. Inga underarter finns listade i Catalogue of Life.